# Sección Lobatae
Lobatae es una sección de árboles del subgénero Quercus pertenecientes a la familia de las fagáceas.
Sección Lobatae,  (sinónimo subgen. Erythrobalanus); el roble rojo de América del Norte, Centroamérica y el norte de América del Sur. Los estilos largos, las bellotas maduran en dieciocho meses y tienen un sabor muy amargo.  Las hojas suelen tener lóbulos con las puntas afiladas, con  cerdas o con púas en el lóbulo.[cita requerida]

## Especies seleccionadas
- Quercus acerifolia - centro-sur  Norteamérica
- Quercus agrifolia - California, norte Baja California
- Quercus arkansana - sudeste Norteamérica
- Quercus buckleyi - sudoeste Norteamérica
- Quercus canbyi - México
- Quercus coccinea - este de Norteamérica
- Quercus costaricensis - Costa Rica, Panamá
- Quercus cualensis - México (Sierra Madre del Sur)
- Quercus depressa - México
- Quercus eduardii - México
- Quercus ellipsoidalis - este de Norteamérica
- Quercus emoryi - sudoeste U.S., noreste México
- Quercus falcata - sudeste Norteamérica
- Quercus gravesii - México, sudoeste de Norteamérica (Texas)
- Quercus graciliformis - Extremo suroeste Norteamérica
- Quercus georgiana - sudeste Norteamérica
- Quercus hintoniorum - México
- Quercus hirtifolia - México
- Quercus humboldtii - noreste Sudamérica (Colombia)
- Quercus hypoleucoides - sudoeste de Norteamérica
- Quercus hypoxantha - México
- Quercus ilicifolia - este de Norteamérica
- Quercus iltisii - sureste México
- Quercus imbricaria - este de Norteamérica
- Quercus incana - sudeste Norteamérica
- Quercus inopina - sudeste Norteamérica
- Quercus kelloggii - sudoeste de California, Oregón
- Quercus laevis - sudeste Norteamérica
- Quercus laurifolia - sudeste Norteamérica
- Quercus laurina - México
- Quercus marilandica - este de Norteamérica
- Quercus myrtifolia - sudeste Norteamérica
- Quercus nigra - este de Norteamérica
- Quercus palustris - este de Norteamérica
- Quercus parvula - Santa Cruz Island California
- Quercus phellos - este de Norteamérica
- Quercus pumila - sudeste Norteamérica
- Quercus rysophylla - México
- Quercus rubra - este de Norteamérica
- Quercus salicifolia - México
- Quercus sapotifolia - sudeste México, América Central
- Quercus shumardii - sudeste Norteamérica
- Quercus tardifolia - Texas
- Quercus texana - valle del Río Misisipi
- Quercus velutina - este de Norteamérica
- Quercus wislizeni - California
- Quercus xalapensis - México